# Fire Meet Gasoline
Singles de Sia Furler
Free the Animal
(2015) Cellophane
(2015)
Fire Meet Gasoline est une chanson enregistrée par la chanteuse australienne Sia pour son sixième album studio, 1000 Forms of Fear (2014). Elle a été écrite par Sia, Greg Kurstin et Samuel Dixon. Kurstin a également produit la chanson. Elle est sortie en Allemagne le 19 juin 2015.

## Clip
Le clip est sorti le 23 avril 2015 sur YouTube. Il a été tourné pour la ligne de lingerie de Heidi Klum, et met en scène Klum et l'acteur de Game of Thrones Pedro Pascal dans le rôle d'un couple dans les affres d'une relation dramatique. À un certain moment, au milieu de la vidéo, le personnage de Klum met feu à leur maison et ils la regardent ensemble brûler jusqu'à la fin. Sia n'apparaît jamais, mais sa perruque blonde fait une apparition. Sia elle-même n'était pas impliquée avec le tournage de la vidéo, laquelle a été réalisée par Francesco Carrozzini.